# Ossera
Ossera es una entidad de población española del municipio de La Vansa Fornols, perteneciente a la provincia de Lérida, en la comunidad autónoma de Cataluña.

## Toponimia
El lugar puede aparecer referido con las grafías «Ossera» y «Osera».

## Historia
Hacia mediados del siglo XIX, el lugar, ya por entonces perteneciente a La Vansa, tenía contabilizadas doce casas. Aparece descrito en el duodécimo volumen del Diccionario geográfico-estadístico-histórico de España y sus posesiones de Ultramar de Pascual Madoz con las siguientes palabras:

OSERA: ald. del distr. municipal de Vansa (1/4 leg.), en la prov. de Lérida (18), part. jud. y dióc. de Seo de Urgel (4), aud. terr. y c. g. de Barcelona (24). sit. al pie de una peña, sobre la que habia una torre de moros, al pie del monte de Port de Compte; combatido por todos los vientos y en clima frio. Se compone de 12 casas y una pequeña igl. aneja de la parr. de Vansa, dentro de cuyo térm. está comprendido el de esta pobl. El terreno es de mala calidad y le cruzan dos caminos, uno que va á Vansa y otro á Aliñá, ambos en mal estado: la correspondencia se recibe de Seo de Urgel por espreso. prod.: trigo, legumbres y patatas; cria ganado lanar, vacuno y de cerda, y caza de perdices, conejos y liebres. ind. y comercio: la estraccion de pez de los pinos, que los naturales llevan á vender á otros pueblos. pobl.: con Vansa.
(Madoz, 1849, p. 390)

En 2022, la entidad singular de población tenía empadronados 32 habitantes y el núcleo de población, los mismos.